# Уинсор (Онтарио)
Уи́нсор (англ. Windsor) — город на юге Канады, в провинции Онтарио. Основан в середине 1720-х годов. Население — 211 000 жителей, с пригородами 320 000 (перепись 2011 года). Город расположен на берегу реки Детройт. На противоположном берегу реки находится американский город Детройт. Уинсор соединён с Детройтом мостом и тоннелем.
Близость американского Детройта способствует тому, что Уинсор является центром автомобильной промышленности Канады. В городе налажено производство оборудования для автомобильной промышленности. Также развиты фармацевтическая, химическая промышленности и металлургия. В городе расположен международный аэропорт.
Молодёжь Детройта любит посещать Уинсор с целью употребления спиртных напитков, поскольку употребление их разрешается в провинции Онтарио с 19 лет, а в США — с 21 года[значимость факта?].

## История

### Первые поселения
Ко времени прибытия первых европейцев (французов) в XVII веке, район реки Детройт был заселён племенами Совета трёх огней.
Французское сельскохозяйственное поселение было основано на месте Уинсора в 1749 году. Это старейшее постоянно заселённое европейское поселение в Канаде к западу от Монреаля. Сначала этот район был назван la Petite Côte (с фр. — «Маленький берег») — в отличие от более длинной береговой линии на детройтской стороне реки. Позже его назвали La Côte de Misère (с фр. — «Берег бедности») из-за песчаных почв возле города Ласал(фр. La Salle).
Когда в 1760 году период французского правления закончился, здесь проживало около 300 французских поселенцев.
Французско-канадское наследие Уинсора отражено во французских названиях улиц. Нынешняя система улиц (сетка с удлинёнными блоками) отражает канадский метод разделения сельскохозяйственных земель, когда фермы были длинными и узкими, выходящими вдоль реки. Сегодня название улицы с севера на юг часто указывает на имя семьи, которая обрабатывала землю, на которой сегодня находится улица. Уличная система окраин соответствует британской системе предоставления концессий на землю. В Уинсоре и его окрестностях проживает большое франкоговорящее меньшинство.

### Британское поселение

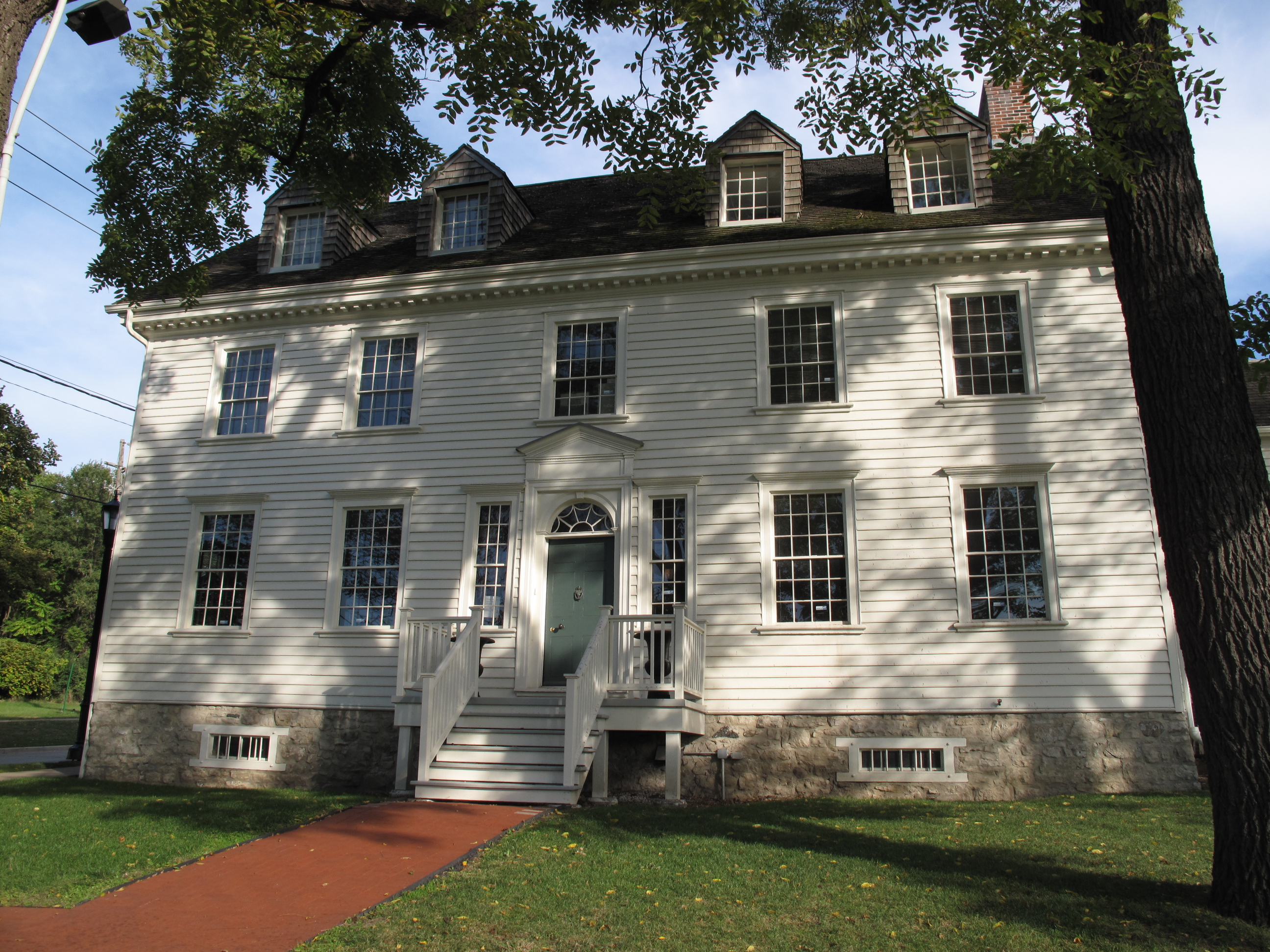
Старейшее здание города(«Дом Дафф-Бэби»), построенное в 1792 году

В 1796 году, после Американской революции, бежавшими из Детройта лоялистами было основано поселение «Сэндвич»(англ. Sandwich). Позже он был переименован в Уинсор, в честь резиденции британских монархов в Беркшире, Англия. В нынешнем районе Сэндвич на западной стороне Уинсора находятся некоторые из старейших зданий города, в том числе Маккензи-холл, первоначально построенный как здание суда графства Эссекс в 1855 году. Сегодня это здание является общественным центром. Самым старым зданием города является «Дом Дафф-Бэби», построенный в 1792 году. Он принадлежит Фонду наследия Онтарио, и в нём размещаются правительственные учреждения.

### Англо-американская война (Война 1812 года)
Соединённые Штаты объявили войну Великобритании 18 июня 1812 года. Под командованием генерала Уильяма Халла 4-й полк и ополчения (англ. Militia) Огайо 12 июля вторглись в Верхнюю Канаду, к востоку от города Сэндвич. Таким образом Сэндвич стал первой канадской территорией, подвергнувшейся вторжению после объявления войны. После занятия поселения американцами было опубликовано заявление об ужасах, которые постигнут жителей, которые не сбросят свои «британские оковы и не примут американскую свободу».
В августе того же года британское подкрепление под командованием генерала Брока прибыло в Сэндвич, а генерал Уильям Халл отступил в Детройт. Индейцы Текумсе и британские солдаты пересекли реку Детройт, чтобы перерезать линию снабжения Халла. Халл сдал Детройт британцам и позже предстал перед военным трибуналом за свои действия.
Генерал Уильям Генри Гаррисон преуспел там, где потерпел неудачу Халл. После битвы на озере Эри в сентябре 1813 года британцы начали отступать в сторону района Чатем-Темсвилл, и Гаррисон смог захватить город Сэндвич, заняв дома и здания, которые соответствовали его военным нуждам. Он превратил англиканскую церковь Святого Иоанна в конюшню для своих лошадей. Когда ситуация изменилась в пользу британцев, Гаррисон отступил. Его последней командой было сжечь город.
Когда в 1814 году наступил мир, люди медленно вернулись домой. Британская Корона компенсировала им их потери. Город Сэндвич был восстановлен.

### Восстание в Верхней Канаде
Уинзор был местом битвы во время восстания в Верхней Канаде 1838 года. 4 ноября на Уинзор напала группа из 400 американцев из Детройта, которые сожгли пароход и два или три дома, прежде чем их разгромило местное ополчение. Позже в том же году Уинзор также служил театром для Восстания Патриотов.

### XIX век

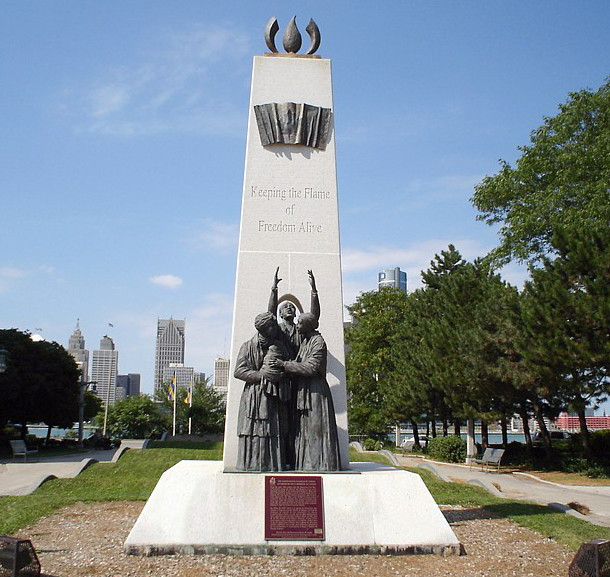
Памятник Подземной железной дороге. На фоне виден город Детройт

Рабство было законным и не было редкостью в регионе Мичигана(в том числе в Канаде) как при французском, так и при британском правлении. Многочисленные французские и британские поселенцы и даже коренные жители были рабовладельцами как черных, так и рабов из числа местных индейцев. С принятием в Канаде Закона о борьбе с рабством (1793 г.) и Закона об освобождении (1833 г.), которые отменили рабство на всей территории Британской империи, чернокожие беженцы из США начали переправляться через реку Детройт, а район Уинзор/Сэндвич стал важным конечным пунктом на Подземной железной дороге. От 30 000 до 100 000 и более человек совершили опасный путь к свободе по Подземной железной дороге.
XIX век был эпохой роста и развития в Сэндвиче. Были открыты мельницы, лавки, корчмы, редакции газет и гостиницы. По мере того, как район оживал, перекресток Сэндвич и Милл стал коммерческим центром города. Сэндвич получил статус города в 1858 году. Уинзор, включенный (как деревня) в 1854 году, был его ближайшим соседом. Дальше на восток стояли «Уокервилль» (включённый в статус города[неизвестный термин] в 1890 году), частный город, принадлежавший барону винокурни Хираму Уокеру, и «Форд-Сити», позже известный как «Восточный Уинзор» (включённый в состав деревни в 1913 году). В совокупности они стали известны как пограничные города.
В 1854 году в Уинзор была доведена линия «Великой Западной железной дороги». До этого в Сэндвиче было значительно больше населения, чем в Уинзоре, но с появлением новых железнодорожных линий условия начали меняться. Поселенцы начали концентрироваться в районе Уинзора, и Сэндвич пережил постепенный экономический спад.
12 октября 1871 года пожар охватил большую часть центра Уинзора, уничтожив более 100 зданий.
Гражданская война в США стала источником неожиданного экономического бума в Сэндвиче. Торговцы и производители города получили большую выгоду, поскольку американские заказы на местные товары и ресурсы выросли до беспрецедентного уровня. Ещё один неожиданный бум произошёл из-за серных источников, случайно обнаруженных во время бурения нефти геологами в 1864 году. Богатая целебными свойствами вода была такой же хорошей находкой, как и нефть. В Сэндвиче был построен роскошный спа-курорт. В течение пятидесяти лет курорт обслуживал сотни тысяч людей, которые приезжали со всех уголков Северной Америки в надежде излечиться от своих недугов. Многие отели были построены для обслуживания растущей индустрии туризма. Рядом были обнаружены огромные залежи соли, поэтому добыча полезных ископаемых началась в 1893 году. Более века спустя добыча соли в регионе всё ещё производится.

### XX век
Мост Амбассадор открылся в 1929 году и стал жизненно важным торговым звеном между канадским Уинсором и американским Детройтом. Однако из-за начавшейся в том же году Великой депрессии, в приграничных городах исчезли тысячи рабочих мест в тяжёлой и обрабатывающей промышленности.
На протяжении всей эпохи американского «сухого закона» (1920—1933) река Детройт использовалась для контрабанды спиртных напитков из Уинсора, в котором не было запрета на производство и продажу алкоголя. В 1920-х годах детройтская мафия активно извлекала выгоду из близости Детройта к канадской границе и городу Уинсор. Именно бутлегерам в то время принадлежало большинство скоростных катеров на реке.
До конца 1920-х годов товары и гражданские лица пересекали границу в районе Детройта и Уинсора на пароме, так как моста не было. Бурное развитие автомобильной промышленности в Детройте и его окрестностях побуждало жителей Канады, в первую очередь недавних иммигрантов, искать работу в Мичигане, что, в свою очередь, помогало бутлегерам ввозить контрабанду, используя как прикрытие толпы иммигрантов, каждый день пересекающих границу. Неудивительно, что город Уинсор был прозван в те годы Windsor the Wicked, а туннель, соединивший два города, получил прозвище Detroit-Windsor Funnel.
В 1935 году «Уинзор», «Сэндвич», «Восточный Уинзор» и «Уокервиль» объединились. Это объединение было призвано решить проблему сокрушительного долга и социальных требований, вызванных Великой депрессией. В 1960-х годах город Уиндзор обратился к окрестным сообществам с просьбой расширить свою земельную и налоговую базу.
В 1963 году в городе был основан Уинсорский университет. Со времени формирования он подготовил более 100 тысяч выпускников.

## Исторические районы города
Уинсор включает в свой состав несколько исторических районов, некоторые из которых были отдельными поселениями:
- «Сэндвич» (англ. Sandwich) — первое городское поселение в этом районе.
- «Уокер-Виль» (англ. Walkerville) — основан в XIX веке к востоку от деревни Уинзор и был заселён работниками винокурни и мукомольного завода Хирама Уокера.
- «Форд Сити» (англ. Ford City) — был связан с развитием завода Ford в Уинзоре. Он стал деревней в 1913 году и городом в 1915 году. По состоянию на 1928 год его население составляло 16 000 человек.
- «Риверсайд» (англ. Riverside) — когда-то часть городка Сэндвич-Ист, Риверсайд был прежде всего жилым районом, расположенным к востоку от Уинзора. Он был отделен от городка в 1913 году и стал отдельным городом в 1921 году. Названия улиц даны в честь первых французских поселенцев этого района.
- «Оджибвей» (англ. Ojibway) — когда-то должен был стать городом для «Канадской сталелитейной корпорации». Однако проект так и не был полностью реализован по финансовым причинам. Сегодня это большая территория на юго-западе Уинзора, которая включает в себя парк Оджибвей и провинциальный заповедник прерий Оджибвей.

## Города-побратимы
- Гранби, Канада (1956)
- Ковентри, Великобритания (1963)
- Сент-Этьен, Франция (1963)
- Корнуолл, Канада (1972)
- Удине, Италия (1975)
- Мангейм, Германия (1980)
- Фудзисава, Япония (1987)
- Лас-Вуэльтас[англ.], Сальвадор (1987)
- Чанчунь, Китай (1992)
- Люблин, Польша (2000)
- Кунсан, Республика Корея (2005)

## Климат
Уинсор находится в зоне влажного континентального климата (Dfa — по классификации климатов Кёппена).
| Показатель                                   | Янв.  | Фев.  | Март  | Апр. | Май  | Июнь | Июль | Авг. | Сен. | Окт. | Нояб. | Дек.  | Год   |
| -------------------------------------------- | ----- | ----- | ----- | ---- | ---- | ---- | ---- | ---- | ---- | ---- | ----- | ----- | ----- |
| Абсолютный максимум, °C                      | 17,8  | 20,4  | 26,6  | 31,1 | 34,0 | 40,2 | 38,3 | 37,7 | 37,2 | 32,2 | 26,1  | 19,6  | 40,2  |
| Средний суточный максимум, °C                | −0,9  | 0,6   | 6,4   | 13,4 | 20,5 | 25,4 | 27,9 | 26,6 | 22,5 | 15,6 | 8,3   | 1,9   | 14,0  |
| Средняя температура, °C                      | −4,5  | −3,2  | 2,0   | 8,2  | 14,9 | 20,1 | 22,7 | 21,6 | 17,4 | 11,0 | 4,6   | −1,5  | 9,4   |
| Средний суточный минимум, °C                 | −8,1  | −7    | −2,4  | 3,0  | 9,3  | 14,7 | 17,4 | 16,6 | 12,3 | 6,2  | 0,9   | −4,8  | 4,9   |
| Абсолютный минимум, °C                       | −29,1 | −23,4 | −19,4 | −9,5 | −2,8 | 2,8  | 5,6  | 5,2  | −1,1 | −5   | −15,6 | −23,4 | −29,1 |
| Норма осадков, мм                            | 57,6  | 57,3  | 75    | 85,1 | 80,8 | 89,8 | 81,8 | 79,7 | 96,2 | 64,9 | 75,5  | 74,7  | 918,3 |
| Источник: Canadian Climate Normals 1971-2000 |       |       |       |      |      |      |      |      |      |      |       |       |       |